# مغامرات نيلز
نيلز (باليابانية: ニルスのふしぎな旅، بالروماجي: Nīrusu kara no fushigina tabi) مسلسل رسوم متحركة (أنمي) انتج سنة 1980-1981 كأول إنتاج لشركة إستديو بيرو (بالإنجليزية: Studio Pierrot) اليابانية. المسلسل مكون من 52 حلقة، وفكرته مأخوذة من الرواية العالمية مغامرات نيلز المدهشة للروائية السويدية سلمى لاغرلوف الحائزة على جائزة نوبل في الأدب.

## القصة
تدور أحداث المسلسل حول الفتى المشاغب وسيئ السلوك نيلز الذي يمر بتجربة فريدة تغير من سلوكه إلى الأفضل، إذ يتم تصغير حجمه ويصبح قادرا على فهم لغة الطيور، فيقوم بمغامرات مع جماعات البط والأوز الموجودة بمزرعتهم. والتي كان يسيء معاملتها في الماضي.
القصة مقتبسة من رواية للمؤلفة السويدية سلمى لاغرلوف نشرت عامي 1906 و1907.

## الشخصيات
- نيلز فتى شقي وكسول ،يتعرض للقزم العجوز فيغضب منه، فيحوله إلى قزم صغير بحجم الكف فيصبح نيلز بعدها قادرا على فهم لغة الحيوانات والتواصل معهم. يتعرض للكثير من المواقف خلال رحلته تغير منه وتجعله فتا طيبا ومحبا للخير وللاخرين.
- رات أقداد، صديق نيلز والمرافق له في جميع مواقفه صغرحجمه هو أيضا عندما كان مختبئا داخل قبعة نيلز، مؤدي هذه الشخصية الفنان غسان المشيني ساهم في نجاحها فهو معروف بخفة ظله ،لذلك قدم هذه الشخصية بشكل جميل ولطيف جدا.
- مورتون أوزة المزرعة التي تربت في مزرعة والد نيلز، يواجه مشاكل في بداية الرحلة فهو لم يعتد على الطيران جيدا لكنه يعتاد على ذلك بعد وقت قصير، يحمل نيلز ورات على ظهره طوال الرحلة تقريبا صديق وفي لنيلز رغم حدوث اختلاف بينهم أحيانا.
- القائد أكسا أو اكا كما تنطق بالفرنسية، قائد السرب، سرعان مايتقبل نيلز فردا ضمن السرب ويحبه ويطيع جميع السرب أوامره بحكم كبره في السن وحكمته.
- انجريد الأوزة السريعة واللطيفه، تتزوج بنائب القائد جينر، تتعرض خلال المسلسل للكثير من المغامرات الشيقة
- الثعلب ريكس

## الدبلجة العربية
- نيلز - مادلين طبر
- رات - غسان المشيني
- مورتن - نصر عناني
- إنجريد - سهير فهد
- ديدي - ريم سعادة
- إميريك + القزم + جينر في بعض الحلقات + شخصيات فرعية - جوزيف نانو
- والدة نيلز + شخصيات فرعية - رفعت النجار
- والد نيلز + شخصيات فرعية - أنور خليل
- الراوي - موسى عمار
- القائد إكسا - بكر قباني

## وصلات خارجية
- ملف عن رواية نيلز وسلمى مؤلفة الرواية جريدة البيان 31\10\2014
- مغامرات نيلز على موقع IMDb (الإنجليزية)
- مغامرات نيلز على موقع قاعدة بيانات الأفلام السويدية (السويدية)
- مغامرات نيلز على موقع كينوبويسك (الروسية)
- مغامرات نيلز على موقع ألو سيني (الفرنسية)
- مغامرات نيلز على موقع قاعدة بيانات الفيلم (الإنجليزية)
- مغامرات نيلز على موقع ANN anime (الإنجليزية)